# Nivellia sanguinosa
Nivellia sanguinosa là một loài bọ cánh cứng trong họ Cerambycidae.